# Buse Tosun
Buse Tosun (Karşıyaka, 5 dicembre 1995) è una lottatrice turca, specializzata nella lotta libera.

## Biografia
Ha rappresentato la Turchia ai Giochi olimpici estivi di Rio de Janeiro 2016, classificandosi settima nel torneo dei -69 kg. Ha vinto du medaglie di bronzo iridate, a Budapest 2018 nei -72 kg, e a Oslo 2021 nella stessa categoria di peso, e due continentali, agli europei di Riga 2016 nei -69 kg e Kaspijsk 2018 nei -68 kg. Si è laureata campionessa nei -68 kg ai Giochi del Mediterraneo di Tarragona 2018, superando l'italiana Dalma Caneva in finale. Ha partecipato ai Giochi europei di Baku 2015 e Minsk 2019, senza riuscire a salire sul podio. Ai Mondiali universitari di Çorum 2016 ha vinto l'oro nei -69 kg, superando la russa Kseniia Burakova nell'incontro decisivo per il gradino più alto del podio.

## Palmarès
- Mondiali

Budapest 2018: bronzo nei -72 kg;
Oslo 2021: bronzo nei -72 kg;
- Europei

Riga 2016: bronzo nei -69 kg;
Kaspijsk 2018: bronzo nei -68 kg;
Budapest 2022: argento nei 72 kg.
- Giochi del Mediterraneo

Tarragona 2018: oro nei -68 kg;
- Mondiali universitari

Çorum 2016: oro nei -69 kg;
- Giochi della solidarietà islamica

Baku 2017: bronzo nei -69 kg;
- Mondiali U23

Bucarest 2018: oro nei -72 kg;
- Europei U23

Russe 2016: oro nei -69;
Istanbul 2018: oro nei -68;
Walbrzych 2015: bronzo nei -63 kg;